# Diktarhemmet i Borgå
Diktarhemmet är en författarbostad i centrala Borgå i Finland där förtjänta finlandssvenska författare och diktare får bo gratis.
Huset uppfördes 1764–1765 av fortifikationsbyggmästaren, stadsarkitekten Gotthard Flensborg (1723–1803) åt sig själv. Huset har tre våningar och ytan är 275 m². Det var bokförläggaren Holger Schildt och hans hustru Mathilda köpte det 1920 och Albert Bonniers Förlag bidrog till att sätta huset i stånd. År 1921 skänkte paret Schildt huset till Finlands svenska författareförening. I gåvobrevet stod det att huset skulle ”av föreningen besittas med full äganderätt, med villkor att gården iståndsättes till ett svenskt författarhem och att dess första innehavare blir skalden, filosofie magister Hjalmar Procopé”.
Rader av bemärkta kulturpersonligheter har under årens lopp gästat Diktarhemmet och skrivit sina namn i gästboken, hela det finlandssvenska litterära etablissemanget samt många rikssvenska författare. Bland mera prominenta gäster märks marskalk Gustaf Mannerheim 1930, författaren Frans G. Bengtsson 1932 och Prins Wilhelm 1940.    
I juni 2001 donerade författarföreningen Diktarhemmet till Svenska litteratursällskapet i Finland.
Husets nuvarande hedersboende är Ulla-Lena Lundberg. Huset, som är skyddat av Museiverket, renoverades år 2017–2018.

## Författare som bott i Diktarhemmet

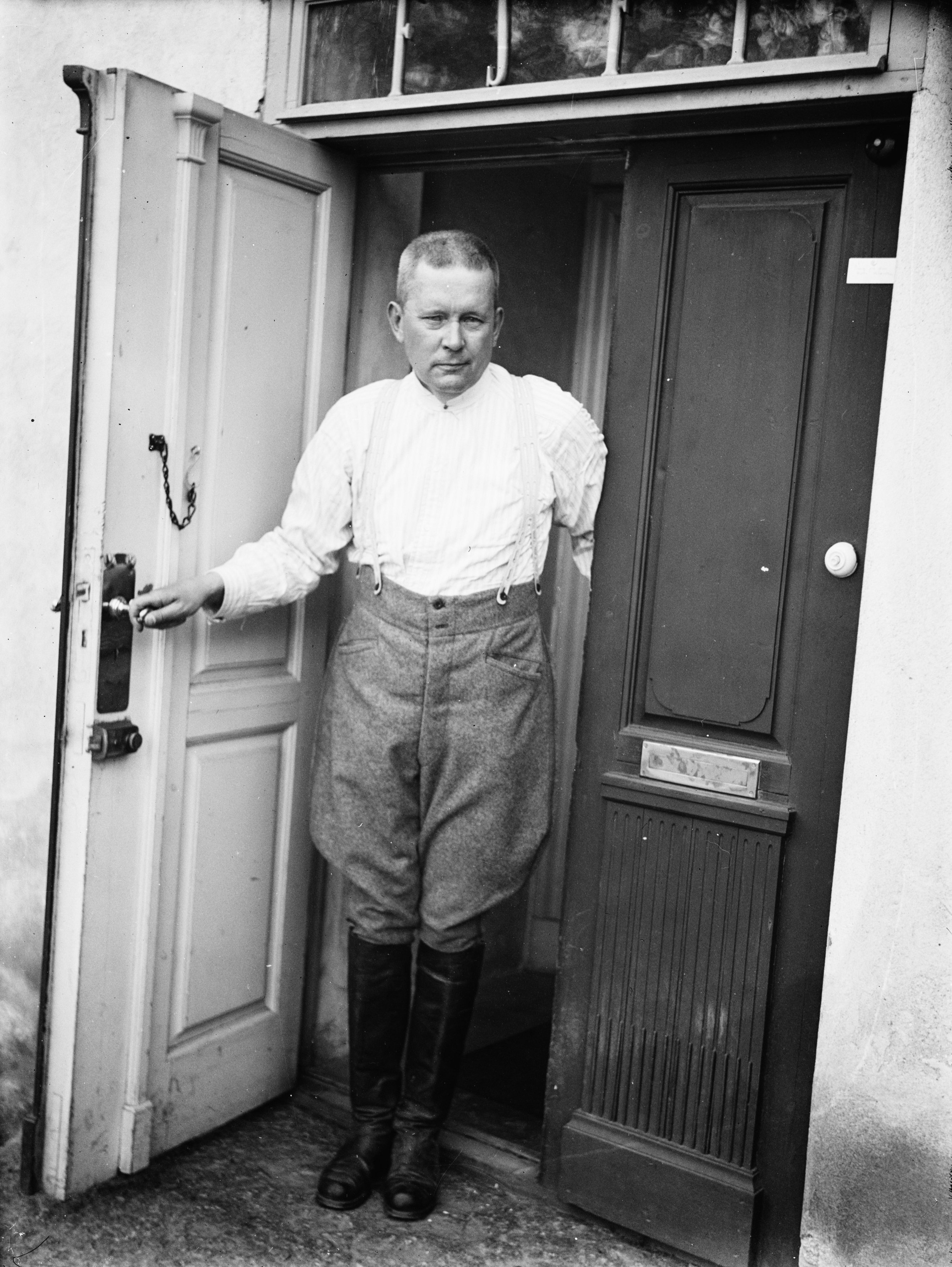
Bertel Gripenberg vid dörren till Diktarhemmet år 1930.

- Hjalmar Procopé 1923–1927
- Bertel Gripenberg 1928–1932
- Jarl Hemmer 1933–1944
- Rolf Lagerborg 1945–1959
- Rabbe Enckell 1959–1973
- Lars Huldén 1973–1993
- Christer Kihlman 1993–2017
- Ulla-Lena Lundberg 2018–[3]